# Pravá délka
Pravá délka je v nebeské mechanice ekliptikální délka, na které by se nacházelo obíhající těleso, pokud by sklon jeho dráhy byl nulový. Pravá délka se sklonem dráhy a délkou vzestupného uzlu udává přesný směr od centrálního tělesa, ve kterém se obíhající těleso nachází v určitém časovém okamžiku.

## Výpočet
Pro pravou délku l platí:
l = ν + ϖ
kde:
- ν je pravá anomálie oběžné dráhy,
- ϖ ≡ ω + Ω je délka periapsidy oběžné dráhy,
  - ω je argument šířky pericentra, a
  - Ω je délka vzestupného uzlu oběžné dráhy

Pravou délku lze také spočítat ze vzorce:
{\displaystyle l-L\equiv {\nu }-{M}\ ,}
kde
- {\displaystyle L\equiv {M}+{\varpi }} je střední délka,
- {\displaystyle M} je střední anomálie.